# Aoi (プロレスラー)
Aoi（アオイ、2002年7月21日 - ）は、日本の女子プロレスラー。JTO所属。

## 来歴
- 2020年8月23日、北海道札幌市を中心に活動している社会人プロレス団体「プロレスリングサッポロ」にJKレスラー「AOI（アオイ）」として参加[2]。
- 2021年、高校卒業後に上京し「JUST TAP OUT」へ研修生として参加。5月29日、後楽園ホール大会にて神姫楽ミサ戦で白星デビューを飾る[3][出典無効]。
  - 9月2日後楽園ホール大会にて、稲葉ともかへQueen戦へ挑戦し敗退、初黒星となった[4]。
- 2022年3月11日、スターダムに初参戦[5]。
  - 5月21日、稲葉ともかとの自主興行「アオトモ興行」を開催し前売完売した[6]。
  - 8月26日、スターダムNEW BLOOD 4で羽南が持つフューチャー・オブ・スターダム王座に挑戦するも敗れる[7]。
  - 11月4日、JTO後楽園大会のウナギ・サヤカ対稲葉ともか戦後、突如としてウナギとの共闘を表明[8]。タッグ名はドクペカブキとなった。
- 2023年6月、GLEATの宮城倫子とタッグを組み、ウナギ・サヤカと敵対。
  - 11月10日、JTO後楽園ホール大会で優宇に勝利し、QUEEN of JTO初戴冠となる[9]。
- 2024年5月10日、JTO後楽園ホール大会でウナギ・サヤカに勝利し、JTO GIRLS王座初戴冠となる。[10]
- 2024年8月29日、東京・新宿FACE大会で稲葉ともかに勝利しQUEEN OF JTO8代目王者となる。そして試合後、稲葉ともかとのタッグ「アオトモ」が再結成される。

## 人物
- 好きな飲み物はドクターペッパーであり、ウナギ・サヤカとのタッグ名の由来になった。
- ファンの呼称は｢Aoの一族｣である[11]。由来は南国少年パプワくんに出てくる青の一族から[12]。

## 得意技
- AOI[1]（エーオーアイ）
- A-wing[1]（エーウイング）
- ファイナルカット
- 逆水平チョップ
- ビックブーツ
- スリングブレイド
- just tAp out

## タイトル歴

### JTO
- QUEEN of JTO（第6代）[9]
- JTO GIRLS王座（第3代）
- JTO GIRLSタッグ選手権（初代）

## 入場曲
- 『Aoi』[1]（作曲: HK PROJECT[13]）